# ГЕС Кіхансі
ГЕС Кіхансі — гідроелектростанція в центрально-південній частині Танзанії. Споруджена на річці Кіхансі, що відноситься до сточища Кіломберо, яка є лівим витоком Руфіджі (впадає в Індійський океан дещо південніше від Дар-ес-Саламу навпроти острова Мафія).
В межах проекту річку перекрили бетонною гравітаційною греблею висотою 25 метрів та довжиною 200 метрів, яка утворила невелике водосховище з площею поверхні 0,26 км² та об'ємом 1,6 млн м³ (корисний об'єм млн м³). Від нього через лівобережний гірський масив прокладено дериваційний тунель довжиною 2,3 км з перетином 30 м², який переходить у напірну шахту довжиною 0,4 км та діаметром 25 м². Безпосередньо у машинний зал ресурс подається через три сталеві водоводи діаметром від 2 до 1,1 метра.
Сам зал споруджений у підземному виконанні та має розміри 70х12,6 метра при висоті 30 метрів. Доступ до нього персоналу здійснюється через тунель довжиною 1,1 км та перетином 40 м², крім того існує короткий перехід (0,1 км) до розташованого так само під землею трансформаторного приміщення. З останнього прокладено окремий тунель для кабелю, розрахованого на напругу 220 кВ.
В машинному залі встановлено три турбіни типу Пелтон потужністю по 60 МВт, які при напорі у 853 метри повинні виробляти 730 кВт-год електроенергії на рік. При цьому проектом одразу було заплановане можливе розширення ГЕС до 300 МВт шляхом встановлення ще двох таких же турбін.
Відпрацьована вода повертається у річку по відвідному тунелю довжиною 1,5 км з перетином 34 м², який переходить у відкритий канал довжиною 0,9 км.